# Auglaize River
Der Auglaize River ist ein rechter Nebenfluss des Maumee River im Nordwesten des US-Bundesstaats Ohio. 
Das Einzugsgebiet des 160 km langen Flusses besteht überwiegend aus Ackerland. Der Name des Flusses stammt entweder aus der Shawnee-Sprache und bedeutet gefällte Bäume oder vom französischen Ausdruck für gefrorenes Wasser.
Der Auglaize River entspringt im südöstlichen Allen County etwa 15 km südlich von Lima und 20 km nördlich des Indian Lake. Er fließt zunächst südwestlich nach Wapakoneta, um danach generell im Zickzackkurs nach Norden zu fließen und die Orte Delphos, Fort Jennings und Oakwood zu passieren. Bei Defiance mündet er in den Maumee River, der in nordöstlicher Richtung fließend bei Toledo in den Eriesee strömt. Nebenflüsse des Auglaize sind von rechts der Ottawa River und der Blanchard River, sowie von links der Little Auglaize River und der Flatrock Creek.
Im 18. Jahrhundert zur Zeit des sogenannten Ohiogebiets wurde der Einzugsbereich des Flusses von den Ottawa bewohnt. Fort Defiance wurde im August 1794 auf Anordnung von General Anthony Wayne an der Einmündung des Auglaize in den Maumee River erbaut. Es war das letzte in einer Reihe von Befestigungsanlagen, die von den amerikanischen Streitkräften im Verlauf des Nordwest-Indianerkriegs erbaut wurden. Fort Amanda stammt aus dem Krieg von 1812 und wurde am Auglaize River südwestlich der Stadt Lima erbaut. Es diente während des Krieges vorwiegend als Nachschubbasis.

## Namensvarianten
Der Fluss besitzt mehrere Bezeichnungsvarianten:
- Au Glaize River[3]
- Auglaise River[4]
- Glaize River[5]
- Grand Au Glaze River[6]
- Grand Glaise River[7]
- Grand Glaize River[8]
- Great au Glaise River[9]
- Qusquasrundee[10]